# 城郊乡 (辰溪县)
城郊乡，是中华人民共和国湖南省怀化市辰溪县下辖的一个乡镇级行政单位。

## 行政区划
城郊乡下辖以下地区：
东星社区、独岩湾村、牛溪村、大伏潭村、泡潭村、六弓塘村、桑木桥村、长冲村、沙坪村、安坪村、王家坪村、进马溪村、竹桥村、大坪村、周家人村、颜家人村、猪槽溪村和柘坪村。